# Arkangel (Black Mirror)
«Arkangel» —en España: «Arkangel» y en Hispanoamérica: «Arcángel»— es el segundo episodio de la cuarta temporada de la serie de antología Black Mirror. Fue escrito por Charlie Brooker y dirigido por Jodie Foster. El episodio se emitió por primera vez en Netflix, junto con el resto de los episodios, el 29 de diciembre de 2017.
«Arkangel» es el nombre de una empresa de tecnología de chip implantado que permite a los padres rastrear y controlar a sus hijos, así como pixelar imágenes que les causarían angustia. La madre soltera Marie (interpretada por Rosemarie DeWitt) le implanta a su hija Sara (Brenna Harding) con Arkangel, que aunque inicialmente efectiva, se convierte en un obstáculo peligroso y Marie permite que Sara crezca sin el uso de Arkangel. Cuando Sara madura y se convierte en una adolescente rebelde, Marie siente la tentación de usar Arkangel nuevamente.
Fue el primer episodio de Black Mirror dirigido por una mujer, y el primero en tener un fuerte énfasis en la familia. «Arkangel» recibió una recepción mixta y fue comparado con una película independiente. Muchos críticos elogiaron el concepto del episodio, pero pensaron que el tema de híperpadres se enfatizó a expensas de otros aspectos potencialmente más interesantes.

## Argumento
La madre soltera Marie da a luz a su hija Sara. Años después, mientras Marie vive con su padre, Sara desaparece un día en el parque mientras persigue a un gato. Después de una búsqueda desesperada, Sara es encontrada junto a las vías del tren. En un esfuerzo por evitar que esto vuelva a ocurrir, Marie se inscribe para participar en una prueba gratuita de «Arkangel», un chip dentro del cerebro del niño que permite a los padres rastrearlos, controlar su salud y ver lo que están viendo a través de una tablet denominada «unidad parental». Además, Arkangel puede detectar los niveles de estrés del niño y pixelar cualquier cosa que pueda causar estrés o miedo. El abuelo de Sara es escéptico, pero Marie continúa con la prueba.
A pesar de que inicialmente funcionaba bien, por ejemplo, bloqueando a un temible perro del vecindario, el chip tiene efectos negativos cuando el abuelo de Sara tiene un ataque cardíaco estando a solas los dos, y el chip bloquea la imagen, impidiendo que Sara pueda ayudar a su abuelo. Sin embargo, a través de la tableta, Marie ve el ataque cardíaco y logra llevarlo a un hospital a tiempo.
Años más tarde, Sara, de siete años, es conocida como «la soplona caminante» debido a su chip. El rebelde compañero de clase Trick intenta explicar a Sara qué es la sangre, así como escenas de violencia gráfica. Sin embargo, su chip filtra todo esto. Más tarde esa noche, Sara intenta dibujar imágenes violentas, también extrayendo sangre de sus dedos con un lápiz, lo que hace que Marie intervenga. Sara la golpea, su chip la protege para no ver nada de esto. Marie lleva a Sara al médico, quien le aconseja a Marie que, como no se puede extraer el chip, debe tirar la tableta de Arkangel. En cambio, Marie empaca la tableta y apaga el filtro antes de enviar a Sara a la escuela sin Arkangel por primera vez. Trick muestra sus imágenes de violencia y pornografía.
Sara crece sin Arkangel, y ahora de quince años, es invitada por Trick al lago. Sara le dice a su madre que irá a la casa de una amiga y se irán al lago después. Sin embargo, Marie descubre que Sara no está en la casa de su amiga y contacta a todos los padres de sus amigos, junto con un mensaje para la propia Sara. Sin saber dónde está su hija, Marie activa Arkangel nuevamente. A través del chip en el cerebro de Sara, ella ve a Sara y Trick teniendo sexo. Sara llega a casa y le miente a Marie sobre dónde estaba, por lo que Marie comienza a usar Arkangel nuevamente. Ve a Sara usando cocaína que le dio Trick, y se enfrenta a Trick donde trabaja, diciéndole que deje en paz a Sara, chantajeándolo con imágenes de los dos teniendo relaciones sexuales. Trick no responde a las llamadas o mensajes de Sara, y cuando ella le habla en persona, él dice que no pueden estar juntos. Más tarde esa noche, Marie recibe una notificación sobre Arkangel y va a la farmacia. A la mañana siguiente, pone píldoras anticonceptivas de emergencia en el smoothie de Sara.
Ese día en la escuela, Sara comienza a sentirse enferma y vomita. La enfermera de la escuela explica que fue causada por la anticoncepción. Cuando Sara se va a su casa, busca en la cocina y descubre el paquete de pastillas anticonceptivas de emergencia en la papelera, y revisa la habitación de Marie hasta que descubre a Arkangel. Sintiéndose traicionada, ella comienza a empacar sus cosas. Marie llega a casa y Sara se enfrenta a ella, lo que lleva a Sara a golpear brutalmente a su madre con la tableta de Arkangel repetidas veces, el filtro de sus ojos se enciende accidentalmente y le impide ver cuán dañada está Marie, hasta que la tableta se rompe y Sara se da cuenta de lo que ha hecho.
Marie se despierta, habiendo sobrevivido por muy poco a la brutal paliza, y sale a las calles, gritando por Sara, la tableta se apaga por el daño sufrido. En las afueras de la ciudad, Sara pide un aventón, a un camión que pasa, y sube, abandonando a Marie.

## Reparto
- Rosemarie DeWitt - Marie Sambrell
- Brenna Harding - Sara Sambrell
- Owen Teague - Ryan Tribecky “Trick”
- Angela Vint - Anestesiólioga
- Jason Weinberg - Cirujano
- Nicholas Campbell - Russ Sambrell
- Ainya Hodge - Sara Sambrell (3 años)
- Sabryn Rock - Pippa
- Edward Charette - Joven del parque
- Carlos Pinder - Hombre que encuentra a Sara
- Jenny Raven - Jasmine
- Paul Braunstein - Anthony
- Sarah Abbott - Sara Sambrell (9 años)
- Nicky Torchia - Ryan Tribecky “Trick” (12 años)
- Mckayle Twiggs - Meryl (9 años)
- Kaleb Young - Cal (10 años)
- Matt Baram - Dr. Usborne
- Michelle Cornelius - Profesora patio
- Kaden Stephen - Chico pelea
- Abby Quinn - Meryl
- Tosh Robertson - Hiro
- Dempsey Bryk - Cal
- Ronica Sanjani - Empleada tienda
- Michelle Giroux - Profesora de inglés
- Edie Inksetter - Enfermera

## Análisis
Un crítico comparó «Arkangel» con los episodios previos The Entire History of You y Be Right Back, ya que cada episodio se basa en una tecnología existente y demuestra de manera plausible cómo la tecnología podría salir mal en el futuro.

## Producción

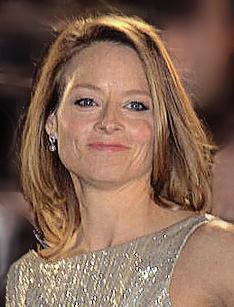
«Arkangel» fue dirigida por Jodie Foster, el primer episodio dirigido por una mujer para Black Mirror.

Mientras que la temporada uno y dos de Black Mirror se exhibieron en Channel 4 en el Reino Unido, en septiembre de 2015 Netflix encargó la serie para 12 episodios, y en marzo de 2016 superó a Channel 4 por los derechos de distribución de la tercera temporada, con un oferta de 40 millones de dólares. La orden de 12 episodios se dividió en dos temporadas de seis episodios cada una.
Este fue el primer episodio de Black Mirror dirigido por una mujer, Jodie Foster. Foster tenía el control de lanzar el episodio que condujo al casting de su amiga Rosemarie DeWitt como Marie, esta fue solo la segunda vez que Foster había trabajado con un amigo como directora, después de Mel Gibson en la película de 2011, The Beaver. Según Brooker, Foster fue elegida para el episodio porque, como exactor secundario, ella entendería lo que era crecer en el punto de mira.
Escrito por Charlie Brooker, el episodio pretende simpatizar con los híperpadres. Annabel Jones, coproductora de la serie, dijo que la idea de Arkangel provenía de los actuales implantes de microchips utilizados para rastrear mascotas que, al momento de escribir, también se consideraban para niños. Jones dijo: «Queríamos pensar cuál era la versión actualizada de eso [era] y encontrar una muy buena idea de cómo eso podría ir terriblemente mal». El guion original le dio al padre de Marie solo una parte muy pequeña, pero esto fue desarrollado por Foster. Foster también influyó en otros cambios en el guion, y ofreció muchas observaciones sobre la tecnología utilizada y la motivación de Marie para sus acciones después de ver a su hija tener relaciones sexuales con Trick.
Foster afirma que la filmación involucró «largas horas» y que las escenas protagonizadas por niños fueron particularmente problemáticas. Mostrar el contenido gráfico se evitó en el episodio, con Foster creyendo que «distraería de lo que significaba». Una excepción fue la escena en que Sara atacó a su madre. Brooker señala que en esta escena, se filmaron más golpes que los que llegaron al episodio, aunque se necesitaron suficientes para que el espectador entendiera la perspectiva de Sara y dejara a Marie inconsciente.
Al explicar las acciones de su personaje Marie, DeWitt dice en una entrevista que las madres solteras «experimentan la traición de manera diferente»; Foster agrega que cuando Marie se da cuenta de que Sara le miente, pero no la confronta, causa una «fisura» y Marie comienza a «luchar en una batalla para ganar el control». Al tratar de evitar que su hija la abandone, Marie es víctima de una profecía autocumplida, ya que «engendró el resultado exacto que más temía».

### Marketing
En mayo de 2017, una publicación de Reddit anunció extraoficialmente los nombres y directores de los seis episodios de la temporada 4 de Black Mirror. El primer avance de la temporada fue lanzado por Netflix el 25 de agosto de 2017 y contenía los seis títulos de los episodios. En septiembre de 2017, se lanzaron dos fotos de la cuarta temporada, incluida una de «Arkangel».
A partir del 24 de noviembre de 2017, Netflix publicó una serie de pósteres y avances para la cuarta temporada de la serie, conocida como los «13 días de Black Mirror». El 6 de diciembre, Netflix publicó un avance que presentaba una amalgama de escenas de la cuarta temporada, que anunciaba que la serie se lanzaría el 29 de diciembre.

## Recepción
Alabando la dirección de Foster y la actuación de DeWitt, Adam Starkey de Metro escribió que el episodio trata de una «paranoia reconocible» que compensa la ejecución «un tanto predecible» del episodio. En una crítica positiva para Den of Geek, Louisa Mellor elogia el «hábil equilibrio» dado al dilema ético explorado por el episodio, así como el «estilo de película independiente y emotivo de Estados Unidos» de Foster y cómo la historia no se narra con autoridad, pero sí «con empatía».
Sophie Gilbert de The Atlantic opinó que a pesar de la excelente premisa del episodio, falla debido a la falta de ejecución. Gilbert afirma además que la moraleja del episodio es obvia, y la cuestión de qué impacto tienen las imágenes adultas en un niño es interesante pero no explorada lo suficiente. En una revisión de tres estrellas para The Telegraph, Ed Power tiene la misma crítica de que Brooker podría «ahondar más» en las repercusiones de los niños viendo imágenes violentas y pornográficas, llamando al episodio «Black Mirror arquetípico, casi hasta el extremo».